# Макбет
 Тази статия е за пиесата на Шекспир.  За операта на Верди вижте Макбет (опера).  
„Макбе́т“ (на английски: Macbeth) е сред най-популярните пиеси на Уилям Шекспир, а също така и най-кратката от неговите трагедии. Посветена е на покварата на властта и на предателството, и е основана на разказ за шотландския крал Макбет, записан от шотландския философ Хектор Бойс.
Трагедията вероятно е създадена между 1602 и 1608 година. Според едни изследователи е поставена около 1602 г. в Единбург, където Шекспир е избягал след неуспешния метеж на граф Есекс. Според други премиерата ѝ е в Хамптън корт през 1606 г., в присъствието на крал Джеймс I и неговия близък роднина, датския крал Кристиан.

## Място на действието
Действието се развива в Шотландия и Англия.

## Действащи лица
- Макбет – шотландски пълководец и тан на Гламис, добър воин и приятел, който се поддава на властолюбието
- Лейди Макбет – неговата съпруга, алчна за власт, по-силна и безжалостна от двамата
- Трите вещици – три „тайнствени среднощни врачки“ се изпречват на пътя на Макбет и му предсказват смъртта на Дънкан и неговата собствена смърт
- Банко – благороден пълководец, чиито деца, според предсказанието на вещиците, ще наследят трона на Шотландия: неговата фигура е като укор към Макбет, тъй като олицетворява пътя, по който не е нужно амбициите да водят до предателство и смърт
- Крал Дънкан – добрият крал на Шотландия, благосклонен и предвидлив управник
- Макдъф – шотландски аристократ, противопоставил се на управлението на Макбет още в самото му начало. Накрая той оглавява свалянето на Макбет от престола
- Малкълм – синът на Дънкан, чието връщане на трона би означавало връщането на Шотландия към управлението отпреди Макбет
- Хеката – богиня на магьосничеството, която помага на трите вещици да подготвят бедите на Макбет
- Флианс – синът на Банко, който оцелява след опита на Макбет да го убие. В края на пиесата местонахождението на Флианс е неизвестно, но вероятно той ще управлява страната, изпълнявайки пророчеството на вещиците, че наследниците на Банко ще се възкачат на трона на Шотоландия
- Ленокс – шотландски благородник
- Рос – шотландски благородник
- Ангъс – шотландски благородник
- Убийците – група главорези, повикани от Макбет да убият Банко, Флианс и съпругата и децата на Макдъф
- Вратарят – пияният вратар на замъка на Макбет
- Лейди Макдъф – съпругата на Макдъф. Сцената в нейния замък представя единствената картина на домашна среда, различна от тази на Макбет и лейди Макбет. Тя и нейната домашна прислуга са контраст на лейди Макбет и адския свят на Инвърнес
- Доналбейн – син на Дънкан и по-малък брат на Малкълм

## Сюжет
Пиесата разказва за престъпленията, извършени от Макбет, иначе смел и честен пълководец, който е унищожен от амбицията си да стане крал на Шотландия. Силно повлиян от съпругата си, Макбет се решава да убие Дънкан, законния крал. Убийството е съвсем в началото на пиесата, така че през останалата ѝ част да се проследят вината и страданието на престъпника, хаосът и злото, които се разпространяват из страната, чието управление е завзел нечестно. Сюжетът на пиесата е зает от „Хрониките“ на Рафаел Холиншед, според които тези събития са случили през 11. век.
Особено характерни за пиесата са халюцинациите и виденията (както в „Хамлет“). Те се появяват, за да напомнят на Макбет и лейди Макбет за тяхната споделена вина във все по-честите кръвопролития. Малко преди да убие Дънкан, Макбет вижда кинжал, носещ се из въздуха. Облян в кръв и насочен към стаята на краля, той символизира тежкото проклятие, което Макбет е напът да си навлече. По-късно, на един пир, на Макбет му се привижда призрака на Банко, който му напомня, че е убил своя приятел. Привидно уравновесената психически лейди Макбет също се поддава на виденията – тя ходи на сън и вярва, че ръцете ѝ са изцапани с кръв, която не може да бъде отмита.

## Историческа справка
Макбет е реална историческа личност. Роден е през 1005 г. в семейството на Финдлих Макрюадри, владетел на Морей, намиращ се в северния край на Шотландия. Името на майка му е неизвестно, но в някои източници се споменава, че е дъщеря на крал Кенет II или на крал Малкълм II.
През 1020 г. Финдлих е убит и наследен от племенника си Гилакомгейн. През 1032 г. Гилакомгейн и още петдесет от съратниците му са изгорени най-вероятно от Макбет и негови поддръжници, като възмездие за убийството на Финдлих. След като убива Гилакомгейн, Макбет взема за жена неговата вдовица (тя ще се превърне в лейди Макбет от пиесата) и отглежда сина ѝ Лълак като свой.
През 1034 г. умира крал Малкълм II и е наследен от внук си Дънкан. Като историческа личност, Дънкан не е мъдрият и благороден владетел, описан от Шекспир. Шестгодишното му управление води страната до нестабилност. Анализите категорично посочват Макбет като човека, който премахва Дънкан и го наследява на трона през 1040 година. Макбет се съюзява с Торфин от Оркни. Двамата побеждават и убиват Дънкан в битката при Елджин през август 1040 година. Торфин получава властта над Северна Шотландия, а Макбет – над Южна.
Според хрониките Макбет е добър управник в първото десетилетие на своето управление. През 1054 г. граф Сиуард нахлува в Шотландия. Според Англосаксонските хроники той се сражава с Макбет и го побеждава в битката при Бърнамския лес/Дънсинеин на 27 юли. Голяма част от войските на Макбет са избити, но самият той успява да се спаси. Според някои от хрониките Макбет продължава да управлява и всъщност е убит по-късно от сина на Дънкан, Малкълм. Шекспир обаче не пощадява своя герой.
Холиншед разказва в своята „Хроника“ за убийството на крал Дъф, извършено от Доналд, един век преди управлението на Макбет. Според Холиншед Доналд бил подложен на постоянните упреци на жена си докато не извършил ужасното си деяние. Шекспир адаптира това към реалната история на Макбет. Пиесата завършва със смъртта на убиеца и завръщането на политическия, психологическия и моралния ред в лицето на законния наследник на трона, младия Малкълм.